# توران‌شاه دوم (سلجوقیان کرمان)
توران‌شاه بن طغرل‌شاه، یازدهمین حاکم قاوردی کرمان و پسر طغرل‌شاه بود که بعد از مرگ برادر خود در سال ۵۷۲ هجری به قدرت رسید. وی درگیر منازعات جانشینی با برادران خود یعنی بهرام‌شاه و ارسلان‌شاه دوم شد و سرانجام پس از شکست برادر خود به قدرت رسید. در این زمان برای نخستین بار حملات غزها به کرمان آغاز شد